# Маджиоло Дибос, Мина
Мина Маджиоло Дибос (полное имя Ана Тереса Гильермина, исп. Ana Teresa Guillermina Maggiolo Dibos; род. 25 сентября 1954) — перуанский музыковед и дирижёр.
В 1972—1976 гг. изучала историю искусств в Университете Сан-Маркос, одновременно училась в Национальной консерватории, которую окончила в 1978 году по классам хорового дирижирования и гитары. В 1995 г. совершенствовалась как дирижёр в Академии Киджи под руководством Чон Мён Хуна. В 2018 г. защитила в Университете Сан-Маркос магистерскую диссертацию, посвящённую творчеству перуанского композитора середины XX века Энрике Итурриаги.
С 1975 г. преподавала музыку в школе, в 1992 г. основала и возглавила хоровой коллектив. В том же году начала сотрудничать как дирижёр с Национальным симфоническим оркестром, в 1992—2001 гг. второй дирижёр, в 2006—2009 гг. главный дирижёр, в общей сложности провела с ним более 100 концертов. Уделяла большое внимание социальной стороне работы оркестра, выездам в различные города страны, выступлениям в учебных заведениях, правительственных учреждениях и даже в женской тюрьме. Работала также с Симфоническим оркестром радиофилармонии, Симфоническим оркестром Лимы и другими коллективами страны, а также оркестрами Аргентины и Бразилии.